# ビヴァリー・アリット
ビヴァリー・アリット（英語: Beverley Allitt,  1968年10月4日 - ）は、イギリスのヘルスケア・シリアルキラー。4人の子供の殺人罪、3人の子供の殺人未遂、および6人の子供への重度傷害罪で有罪判決を受けたことで知られている。
一連の犯罪は1991年2月から4月までの59日間にわたって、アリットが看護師として雇用されていたリンカンシャー州の病院の小児科病棟で起きた。ここで彼女は少なくとも2人の患者に大量のインスリンを投与し、少なくとも1人の患者には空気を注入した。しかし、警察はそれぞれどのように実行されたのか確認することは出来ていない。1993年5月、 彼女は13件の終身刑を宣告された。判決を宣告した裁判官は、彼女は他人に「重大な危険を及ぼしかねない」とし、安全であると見なされるまでは釈放されないだろうと告げた。

## 幼少期と教育
ビヴァリー・アリットは1968年10月4日に生まれ、グランサムの町の近くの村で育つ。彼女には2人の姉妹と1人の兄弟がいた。彼女の父親リチャードは酒販売店に勤務し、母親は学校の掃除婦だった。アリットはグランサム女子中等学校というグラマースクールの入試に落ちたため、チャールズ・リード・セカンダリー・モダンスクールに通った。その頃、ベビーシッターの仕事のよく引き受けるようになり、16歳の時に退学し、グランサム大学で看護のコースをとっていた。

## 犠牲者

### 死亡した子供たち
- リアム・テイラー（7週目） - 胸部感染のために病棟に入院し、1991年2月22日に殺害された。
- ティモシー・ハードウィック（11歳） - てんかん発作を起こした後に病棟に入院した脳性麻痺の少年。彼は1991年3月5日に殺害された。
- ベッキーフィリップス（2ヶ月） - 1991年4月1日に胃腸炎のために病棟に入院した。 彼女はアリットによるインスリン過剰投与を受け、2日後に自宅で死亡した。当初死因は乳幼児突然死症候群だと考えられていた。
- クレア・ペック（15ヶ月目） - 1991年4月22日の喘息発作の後、病棟に入院した。人工呼吸器を装着されてから少しの間アリットが担当していた。一度心停止に陥り、一旦は蘇生して回復した後、再び突然の心停止を起こし、後に死亡した。2度ともアリットがクレアと二人きりでいた直後に起きていた。

### 生き残った子供たち
- ケイリー・デスモンド（当時1歳） - 胸部感染症で入院した。1991年3月8日にアリットによって殺されそうになるが、蘇生チームによって蘇生され、別の病院に移送されたのちに回復した。
- ポール・クランプトン（当時5ヶ月） - 1991年3月20日に胸部感染症のために病棟に入院した。アリットは彼が回復した別の病院に移される前日に、3度もインスリンを過剰投与しようとしていた。
- ブラッドリー・ギブソン（当時5歳） - 肺炎で病棟に入院した。彼は1991年3月21日に彼が回復した別の病院に移される前に、アリットがインスリン過剰投与をしていたために2回の心停止をしていた。
- ミカエル・デビッドソン（当時6歳） - 事故で怪我をしたエアライフル弾を除去する手術の後、術後のケアを受ける為に病棟に入院した。インスリンを何度も注射された後、彼はチアノーゼを患って意識不明になった。病棟の他の医師の手当てにより、完全に回復した。
- イク・フン・チャン（当時2歳の通称ヘンリー） - 1991年3月21日の転倒事故の後、病棟に入院した。彼は彼が回復した別の病院に移動される前に酸素量低下させられる被害をうけ、別の病院に移動した。
- ケイティー・フィリップス（当時2ヶ月） - ケイティーの双子の姉ベッキーが死亡していた事から、予防措置として病棟に入院した。彼女は原因不明の無呼吸状態に陥り2回蘇生しなければならなかった（それは後にインスリンとカリウムの過剰摂取によって引き起こされることがわかった）。彼女が2回目の呼吸を止めた後、彼女は別の病院に移動したが、この時までには、永久的な脳損傷、部分的な麻痺および酸素欠乏による部分的な失明をの障害を負った。両親は以前アリットが担当して（殺されていた）もう一人の娘、ベッキーの世話にとても感謝していたので、ケイティー名付け親になるようにアリットに頼んでいたほどだった。1999年、保健局は自身の責任を認めることはなかったが、ケイティが補償を受ける権利があることを認め、残りの人生の治療と器具の費用として2125万ポンドをケイティに交付した。

## 裁判と投獄
アリットは、彼女が犯罪の容疑で起訴されるまでの59日間に13人の子供（うち4人は死亡）を殺傷した。ある医療スタッフが小児病棟での心停止の件数に疑いを抱き、クレアが死亡した際に警察に相談することにした。調査の結果、アリットだけが全てのタイミングで勤務していたことが判明し、彼女は用いられた薬物を入手できる立場にもあった。
アリットによる犠牲者のうち4人が死亡しており、彼女は4件の殺人罪、11件の殺人未遂罪、および11件の重篤な身体的危害をもたらした罪で起訴された。アリットはすべての罪状において無罪を主張するも、1993年5月28日にそれぞれの罪で有罪判決を受け、終身刑となり医療刑務所に収監された。
2007年12月6日、ロンドンの高等法院スタンリー・バントン裁判官は、最低でも30年はアリットの釈放を認められないと述べている。
裁判においてもアリットの動機は完全には説明されていない。ある主張によれば、彼女は代理ミュンヒハウゼン症候群の症状を示していたという。

## メディア
2005年に、BBCは「Angel of Death（死の天使）」のドラマ化を行い、チャーリー・ブルックスがアリット役を演じた。さらに、"Deadly Women", "Born To Kill?", "Evil Up Close","Nurses Who Kill"といったノンフィクション番組においてもアリットが取り上げられた。